# Norðskáli
Norðskáli er en bygd på Færøerne med 312 indbyggere (1. januar 2025Den ligger som den lidt sydligere beliggende Oyrarbakki på Eysturoys vestkyst nord for den i 1973 byggede bro Streymin-broen, færøsk "Brúgvin um Streymin" over sundet Sundini til Streymoy. Kirken er fra 1932 og blev 1977 forlænget til den dobbelte længde. De fleste af husene er af nyere dato.
Hósvík er en del af Sunda kommuna.
På grund af den store udbygning af samfærdslen i 1970'erne kom Norðskáli til at ligge centralt. Det gav grundlag for nye arbejdspladser som fiskefabrik, støberi og servicevirksomheder som, indkøbscenter og en café med butik.

## Historie
Norðskáli er oprindelig en gammel bygd fra middelalderen. De få marker omkring bygden betød, at der før i tiden kun var grundlag for få bosættelser. I 1584 Bygden nævnes bygden som Norder ved Skaale.
I sundet Sundini uden for Norðskáli har der fra gammel tid været en banke med muslinger. Det havde ikke blot betydning lokalt som føde, men også som en indtægtskilde.
Efter 1800 voksede indbyggertallet, da beboerne havde mulighed for også at ernære sig ved fiskeri og handel.
Den første skole blev bygget i 1898, men i nutiden går børnene i fællesskolen i Oyrarbakki.

## Kirken
Norðskála kirkja blev indviet d. 10. januar 1932 af provst Jákup Dahl. Da kirken blev bygget havde den et tårn ved vestenden. Den var opført i beton og stod i hvidtpudset murværk med rødt eternittag. Den havde 5 rundbuede vinduer på hver langside. Tårnet havde pyramidetag. I korgavlen var en rundbuet niche. Der var indgang til kirken i både nord og syd gennem tårnet. I 1977 blev kirken forlænget nordøst og tårnet fik tilbygninger på hver side, med tag der går skråt opad til lige under glamhullerne. På facaden af det nye tårn er der et rundbuet vindue på hver side af den store indgangsdør og to mindre over døren. Taget er nu sort og døre og vinduesrammer er grønne.

## Galleri
- Kirken fra 1932
- Streymin-broen og Norðskáli
- Norðskáli
- Norðskáli ved Sundini
- Kirken i Norðskáli set fra Nesvík på Streymoy